# Cerkiew św. Męczennika Pantelejmona w Zaściankach
Cerkiew św. Męczennika Pantelejmona – prawosławna cerkiew parafialna w Zaściankach. Należy do dekanatu Białystok diecezji białostocko-gdańskiej Polskiego Autokefalicznego Kościoła Prawosławnego.

## Położenie
Cerkiew znajduje się w graniczącej z Białymstokiem wsi Zaścianki, przy ulicy Greckiej.

## Historia
Budowę cerkwi – według projektu Michała Bałasza – rozpoczęto w 1997, w związku  z erygowaniem w 1993 parafii w Zaściankach. W ciągu 6 lat budynek świątyni był ukończony (w surowym stanie). Pierwszą Świętą Liturgię w cerkwi odprawił 15 czerwca 2003 (w 10. rocznicę utworzenia parafii) biskup białostocki i gdański Jakub.
21 sierpnia 2016 cerkiew odwiedziła delegacja Prawosławnego Patriarchatu Antiocheńskiego z patriarchą Janem X na czele.

## Architektura
Budowla murowana, sześciokopułowa, posiadająca 40-metrową wieżę-dzwonnicę z 6 dzwonami (największy o masie 750 kg). Wewnętrzne ściany ozdabiają freski o łącznej powierzchni 1100 m², wykonane w latach 2010–2012 przez ikonografów z Doniecka.